# Погрузочно-разгрузочные работы

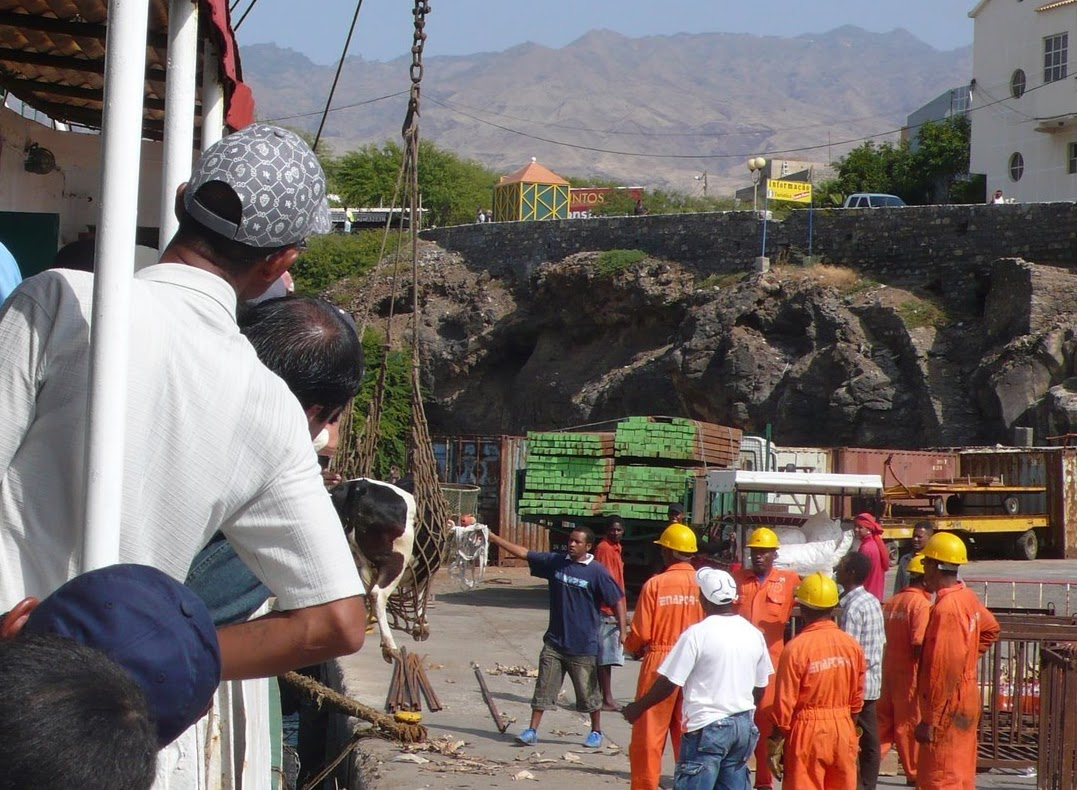
Выгрузка коровы с парома на острове Санту-Антан, Кабо-Верде

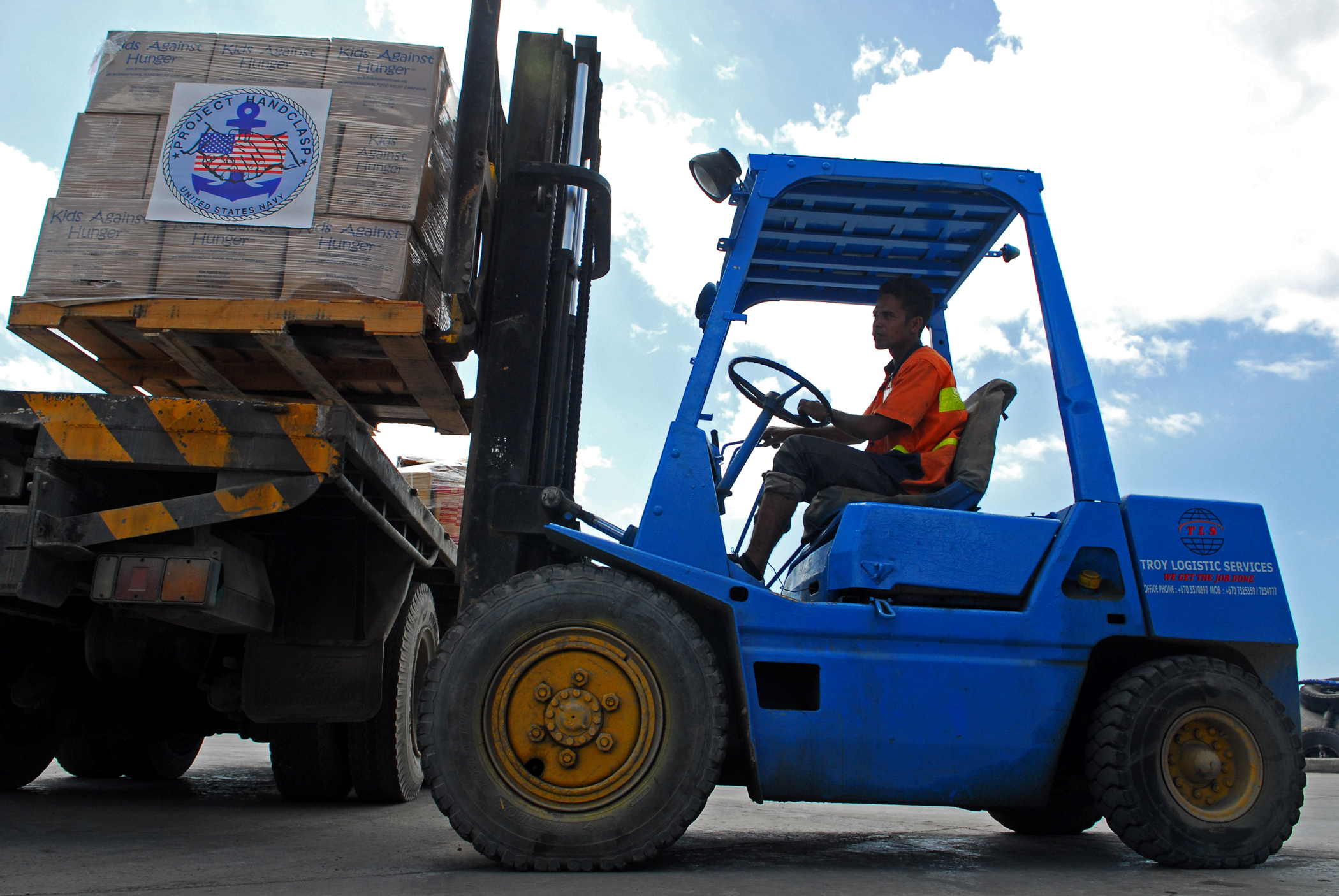
Разгрузка гуманитарной помощи, которую ВМФ США предоставили Восточному Тимору, 2010 год

Погру́зочно-разгру́зочные рабо́ты — комплекс мер, направленных на поднятие разнообразных грузов с целью их погрузки или выгрузки (как вручную, так и при помощи специализированной техники, например, грузоподъёмного крана или погрузчика).
Погрузочно-разгрузочные средства можно разделить на:
- технику для погрузки-разгрузки тарно-упаковочных и штучных грузов (все виды кранов, автопогрузчики, ленточные транспортёры);
- технику для погрузки навалочных и насыпных грузов (экскаваторы и ковшовые погрузчики, погрузчики и краны с грейферными захватами, ленточные, скребковые, пластинчатые конвейеры, ковшовые элеваторы);
- технику для работы с порошкообразными грузами (установки всасывания и нагнетания, винтовые конвейеры и др.);
- технику для погрузки-разгрузки жидких грузов (различные насосы);

Погрузочно-разгрузочные средства бывают стационарными и передвижными.
По направлению перемещения груза их можно разделить на технику:
- для вертикального перемещения (домкраты, элеваторы);
- для вертикального подъёма груза и последующего его перемещения (все виды кранов, электро- и автопогрузчики, экскаваторы и прочие);
- для горизонтального и наклонного перемещения груза (конвейеры)[1].